# Peugeot 508 I
| Crashtest-Ergebnisse          |                                 |
| Sterne im Euro-NCAP-Crashtest | 5 Sterne im Euro-NCAP-Crashtest |
| Insassenschutz                | 90 % (32 Punkte)                |
| Kindersicherheit              | 87 % (43 Punkte)                |
| Fußgängerschutz               | 41 % (15 Punkte)                |
| Aktive Sicherheit             | 97 % (7 Punkte)                 |

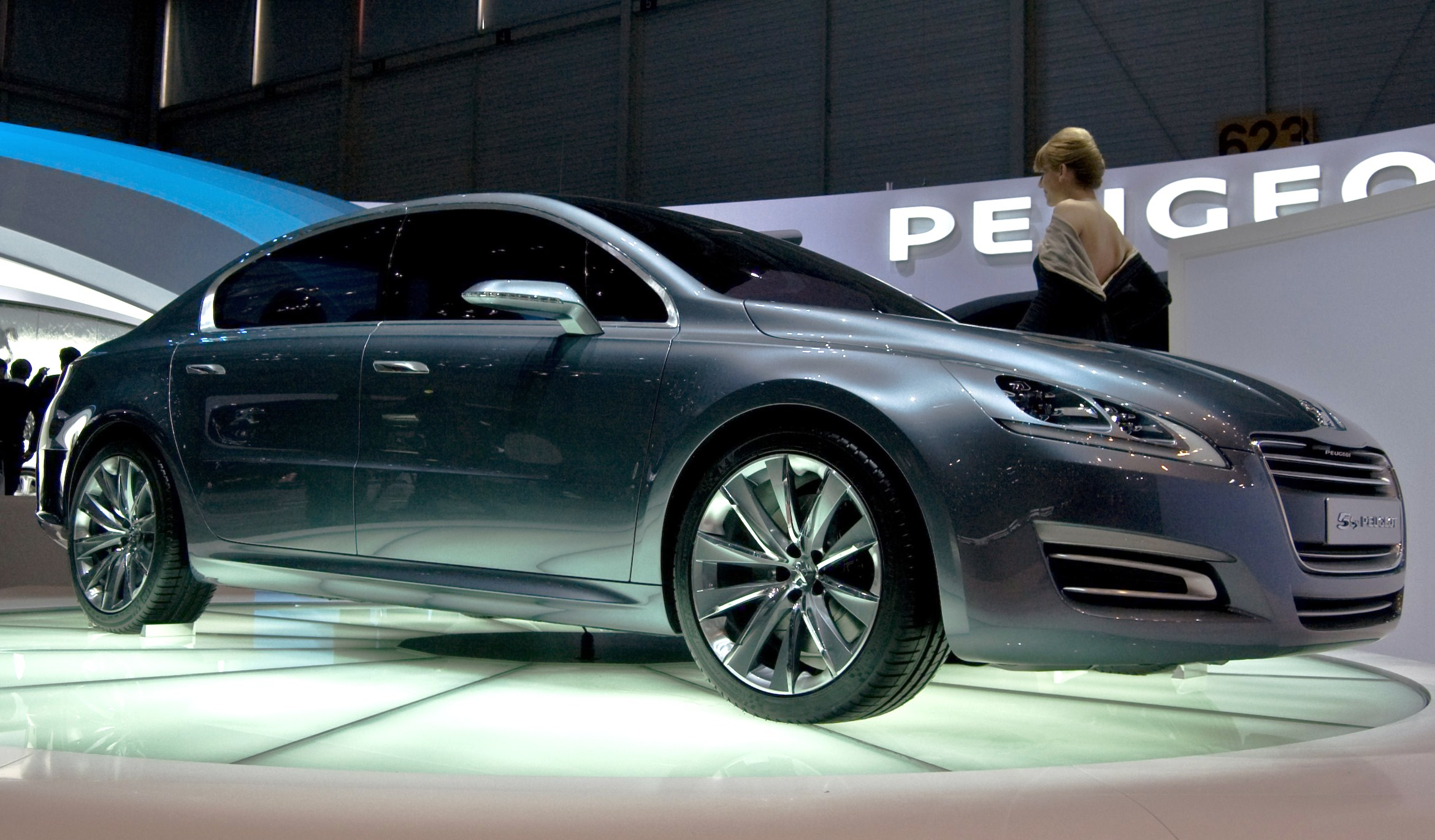
Studie Peugeot 5 (2010)

Der Peugeot 508 I ist ein in der oberen Mittelklasse positionierter Pkw des französischen Automobilherstellers Peugeot. Ab dem 12. März 2011 wird er als viertürige Stufenhecklimousine und als fünftüriger Kombi namens SW in Deutschland angeboten.
Die offizielle Präsentation erfolgte zuvor auf dem Pariser Autosalon im Oktober 2010. Produktionsstandort für Europa ist das französische PSA-Werk in Rennes-La-Janais, in dem auf der gemeinsamen Plattform PF3 auch der Citroën C5 gefertigt wurde. Die für den chinesischen Markt vorgesehenen und entsprechend modifizierten Limousinen-Modelle werden im Laufe des Jahres 2011 in einem neuen, eigens für dieses Modell gebauten Werk in Wuhan gefertigt.
Auf der IAA 2011 in Frankfurt wurde eine mit Allradantrieb sowie Hybridmotor ausgestattete Kombivariante vorgestellt. Im Frühjahr 2012 kam sie als 508 RXH auf den Markt. Ab Sommer desselben Jahres stand dieser Antrieb auch in der Limousine zur Verfügung.
Der Peugeot 508 hat zahlreiche internationale Auszeichnungen erhalten, zum Beispiel Auto Zeitung Mittelklasse Importsieger 2011 (Publikumspreis), Auto des Jahres 2011 (Spanien 2012) und Best Large Family car 2011 (Next GreenCar) für den besten Kraftstoffverbrauch seiner Klasse (Peugeot 508 1.6 e-HDi 109 g CO2/km).
Im Spätsommer 2014 erhielt die Baureihe ein Facelift, das neben optischen Modifizierungen auch technische Neuerungen mit sich brachte.
Auf dem 88. Genfer Auto-Salon im März 2018 präsentierte Peugeot mit dem 508 II das Nachfolgemodell.

## Hintergrund
Der automobile Bereich der oberen Mittelklasse leidet seit einigen Jahren an deutlichem Nachfrageschwund, was auch dazu führt, dass sich sämtliche Hersteller, die sich nicht als Premium-Hersteller verstehen, nach und nach aus dieser Klasse zurückziehen. Stattdessen wird die Ausstattung in der Mittelklasse optional und teils auch serienmäßig deutlich aufgewertet. Im Falle des Peugeot 508 ist somit ein Fahrzeug entstanden, das mit einer Länge von 4,8 m innerhalb des Rahmens der heute üblichen Maße beider Klassen liegt.
Das Fahrzeug löste sowohl den Peugeot 407 (Mittelklasse) als auch den 607 (obere Mittelklasse) ab. Die Modellbezeichnung 508 führt die Anfang 1992 mit dem Peugeot 505 beendete 500er-Reihe fort, welche damals ihrerseits durch die voneinander unabhängigen Modellreihen Peugeot 405 und Peugeot 605 ersetzt worden war.
Die mit dem Konzeptfahrzeug Peugeot SR-1 Anfang 2010 eingeführte neue Peugeot-Designlinie wird mit dem 508 erstmals in die Serienfertigung umgesetzt. In der Karosserieform wird auf die bei der Frontpartie der kleineren Peugeot-Modelle als „aufgerissenes Löwenmaul“ bezeichnete Designlinie verzichtet und durch einen relativ konventionellen, zu Gunsten eines geringen Luftwiderstandes sehr niedrig liegenden Kühlergrill ersetzt. Eine seriennahe, teilweise noch windschnittiger gestaltete Studie wurde im März 2010 auf dem Genfer Auto-Salon als 5 by Peugeot gezeigt, die auch bereits den geplanten Hybridantrieb aufwies. Der cw-Wert des 508 liegt bei 0,257.
Die Produktion des 508 in Rennes begann im Oktober 2010. Das dortige Werk kann jährlich bis zu 150.000 Fahrzeuge liefern. Zudem erwartet Peugeot in China, wo es bereits den kleineren Peugeot 408 gibt, 60.000 Exemplare pro Jahr absetzen zu können.

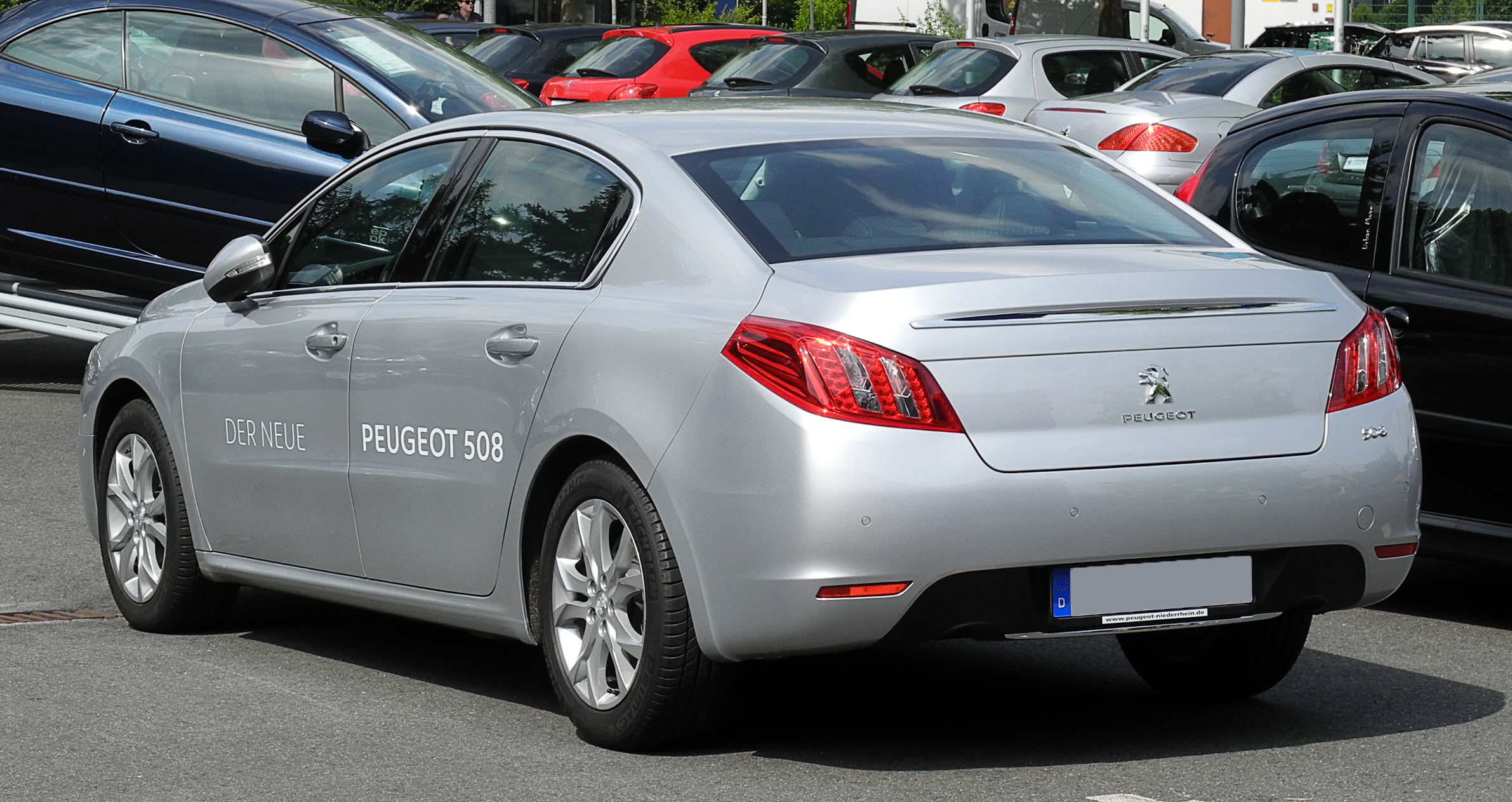
Heckansicht
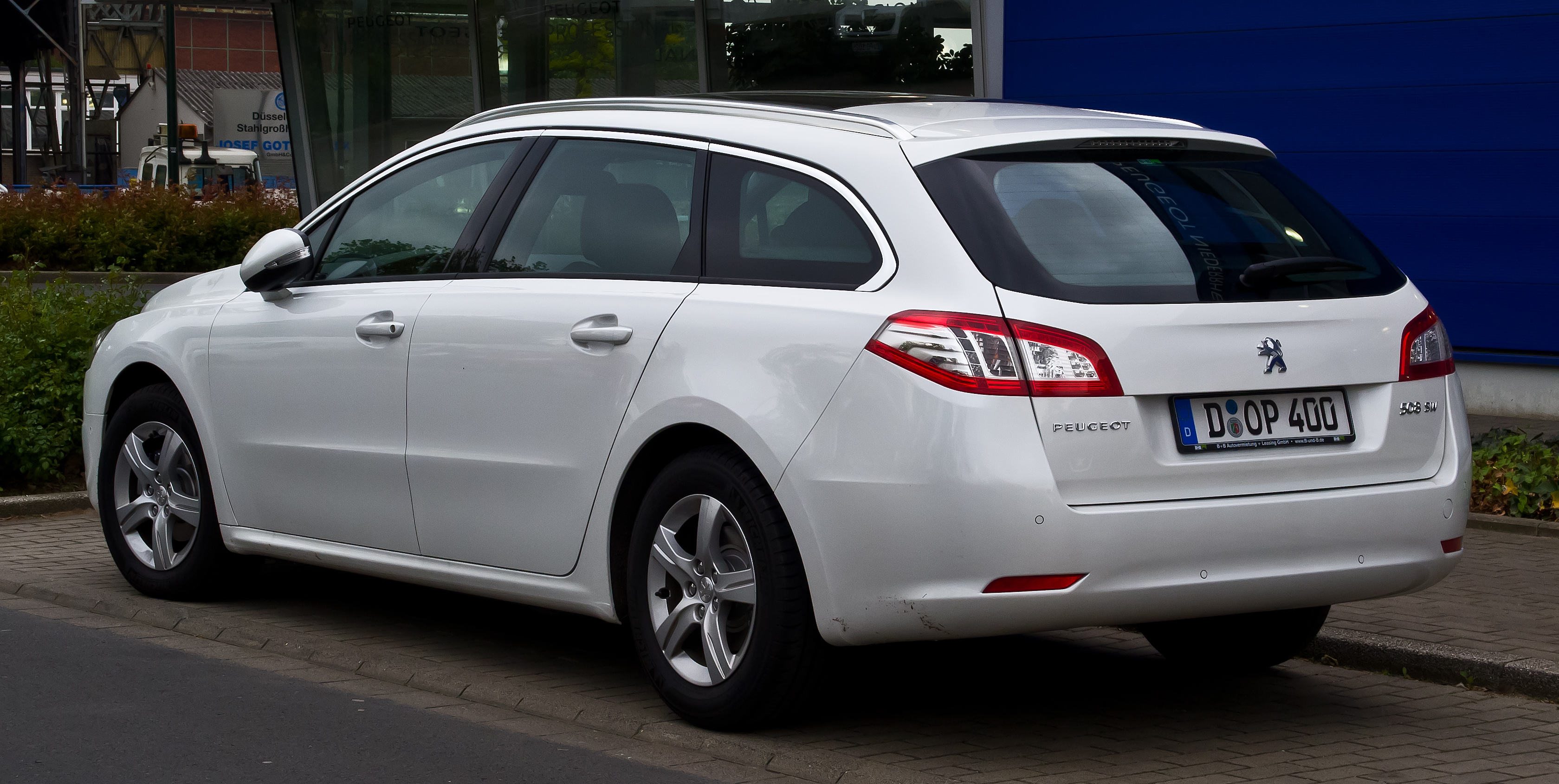
Peugeot 508 SW (2010–2014)
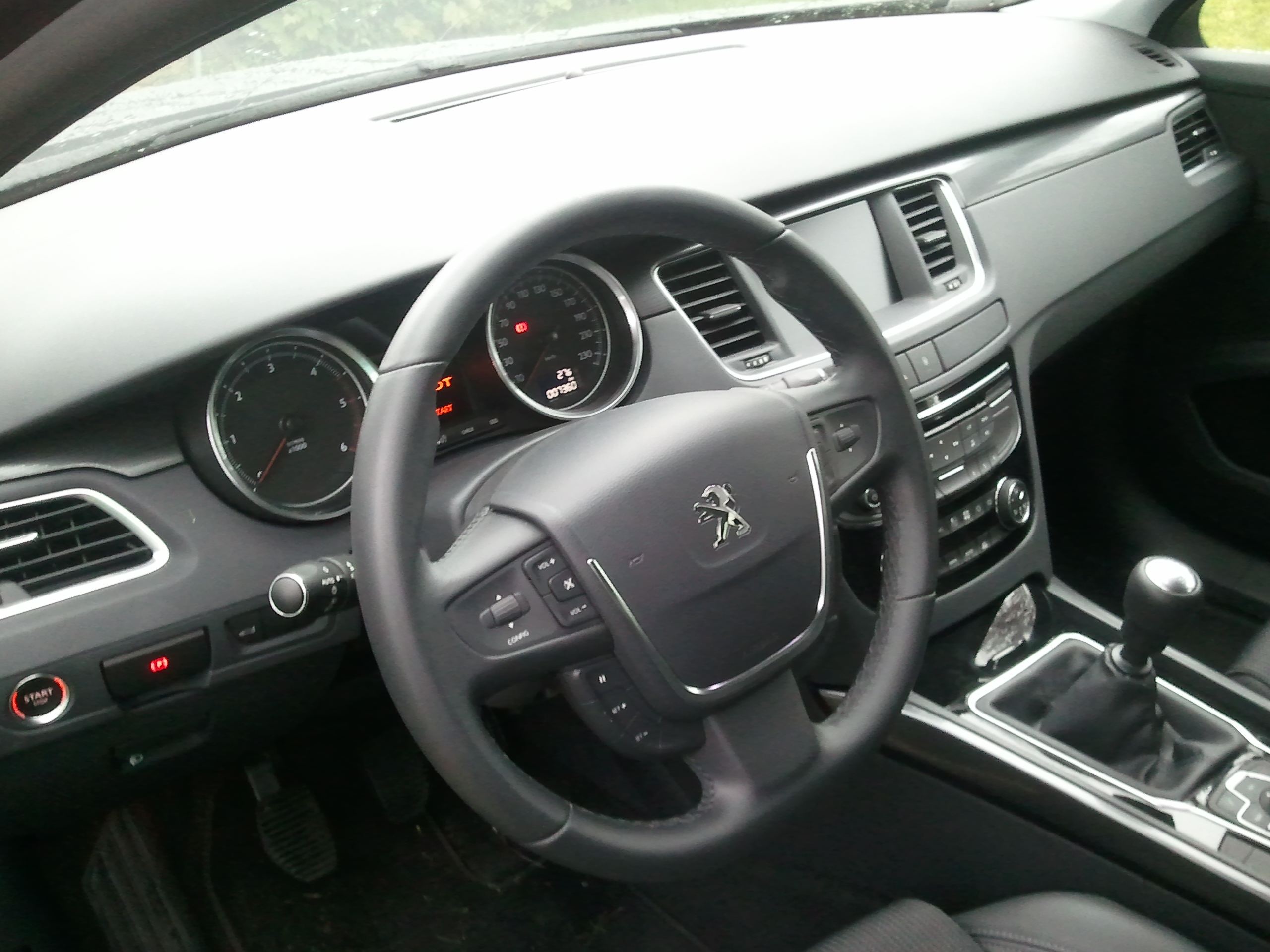
Armaturenbrett

### Modellpflege
Im September 2014 wurde der 508 einem Facelift unterzogen.
Dabei wurde die Front optisch an die aus dem 308 bekannte Designlinie angepasst, was unter anderem eine steilere Front, einen kleineren Kühlergrill, schmalere Scheinwerfer und geänderte Tagfahrlichter beinhaltet. Das Heck wurde nur bei der Limousine verändert, während der Kombi SW unverändert blieb.
Zeitgleich wurden das neue Navigationssystem SMEG+ (als Ersatz für das bisher verwendete RT6, Umstellung auf Touch-Bedienung, Entfall des Menü-Rades in der Mittelkonsole), eine Rückfahrkamera, ein Totwinkel-Assistent sowie die Voll-LED-Scheinwerfer mit statischem Kurvenlicht eingeführt. Neue Spitzenmotorisierung für die Ausstattung Allure ist der 132 kW (180 PS) starke Dieselmotor 2.0 BlueHDi 180. Dieser wurde in der Ausstattungslinie GT eine Zeit lang parallel zum 150 kW (204 PS) leistenden Dieselmotor 2.2 HDi 200 angeboten.

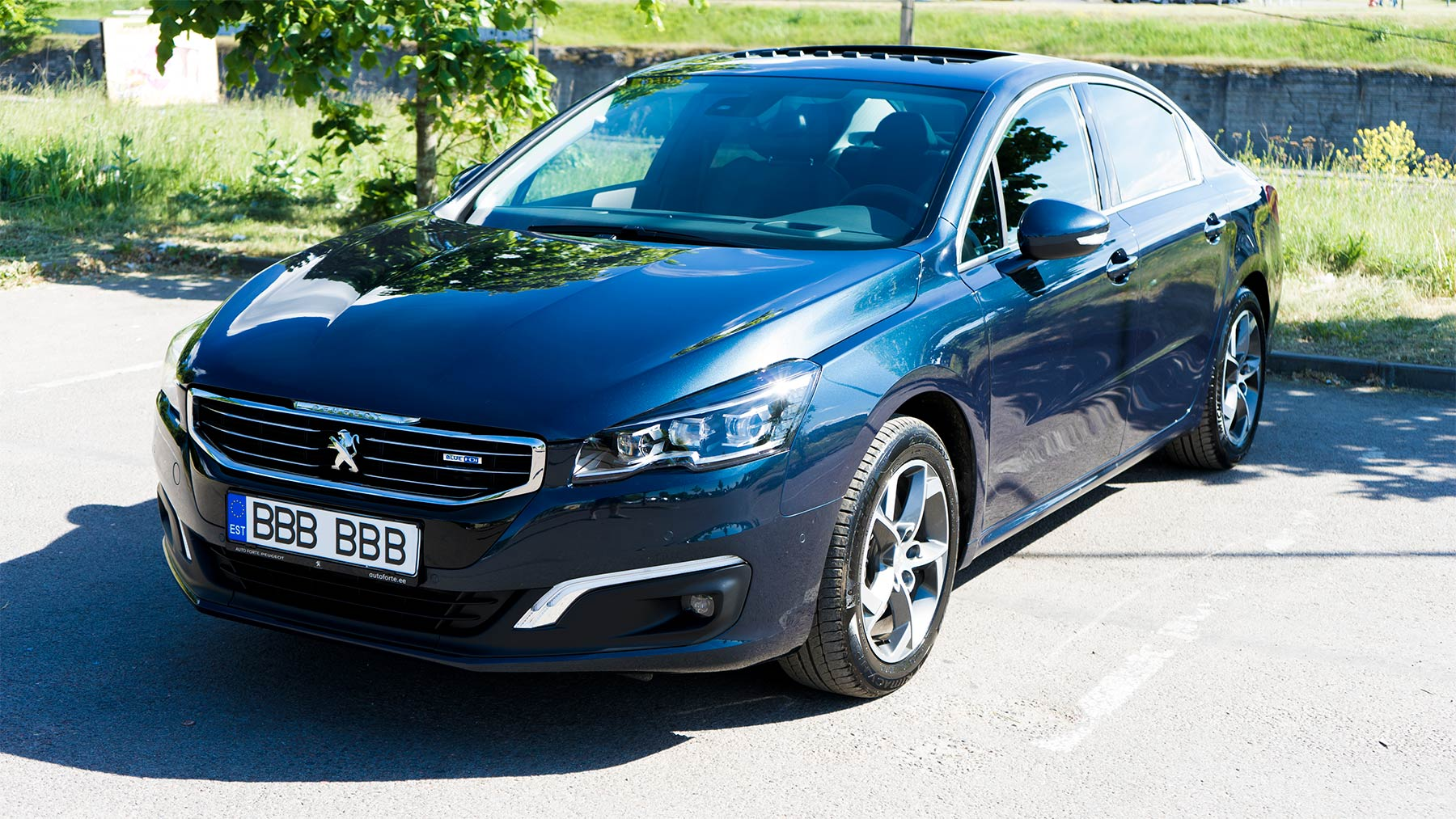
Peugeot 508 mit Voll-LED-Scheinwerfern und Head-up-Display
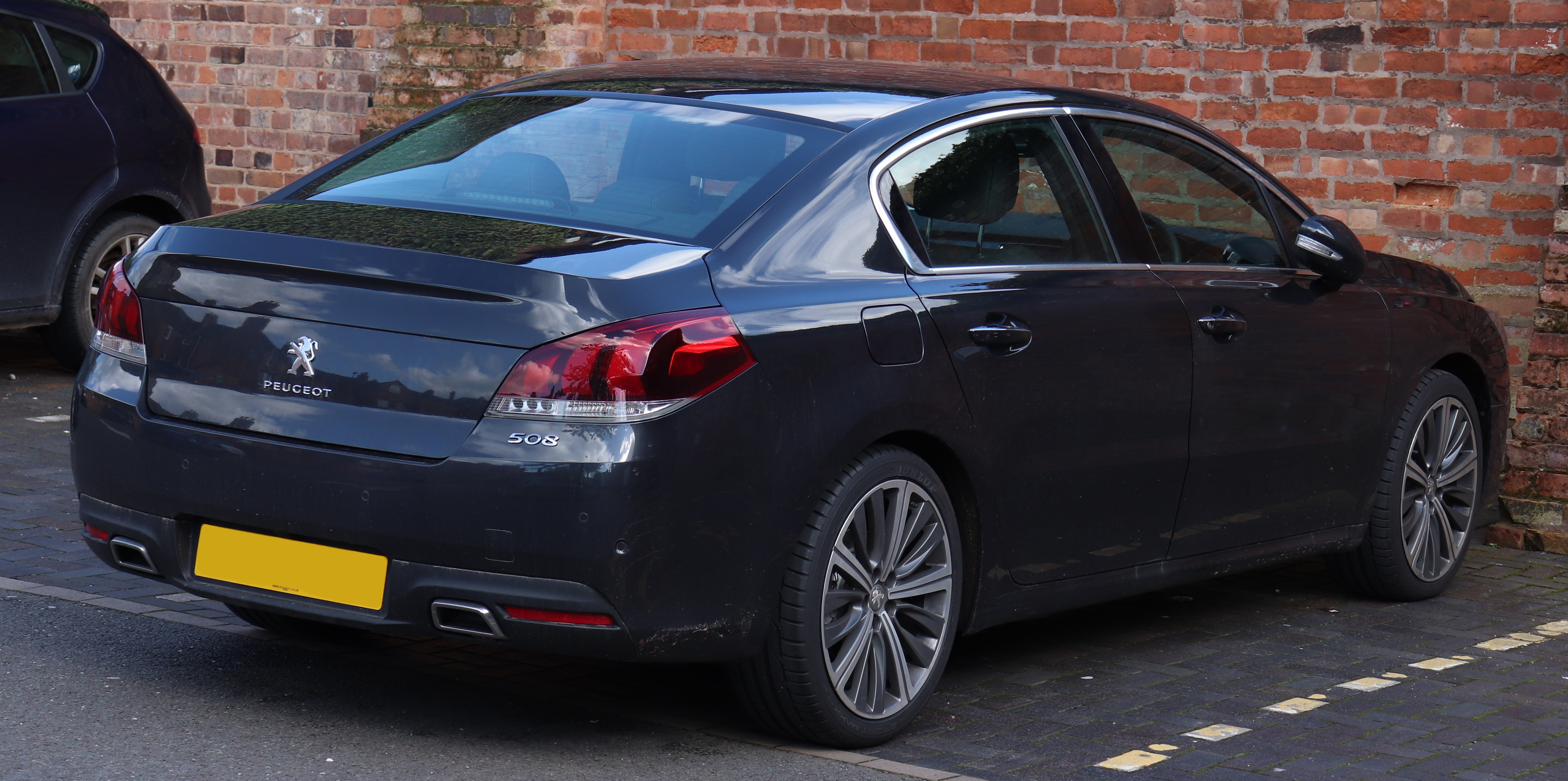
Peugeot 508 GT, Heckseitenansicht
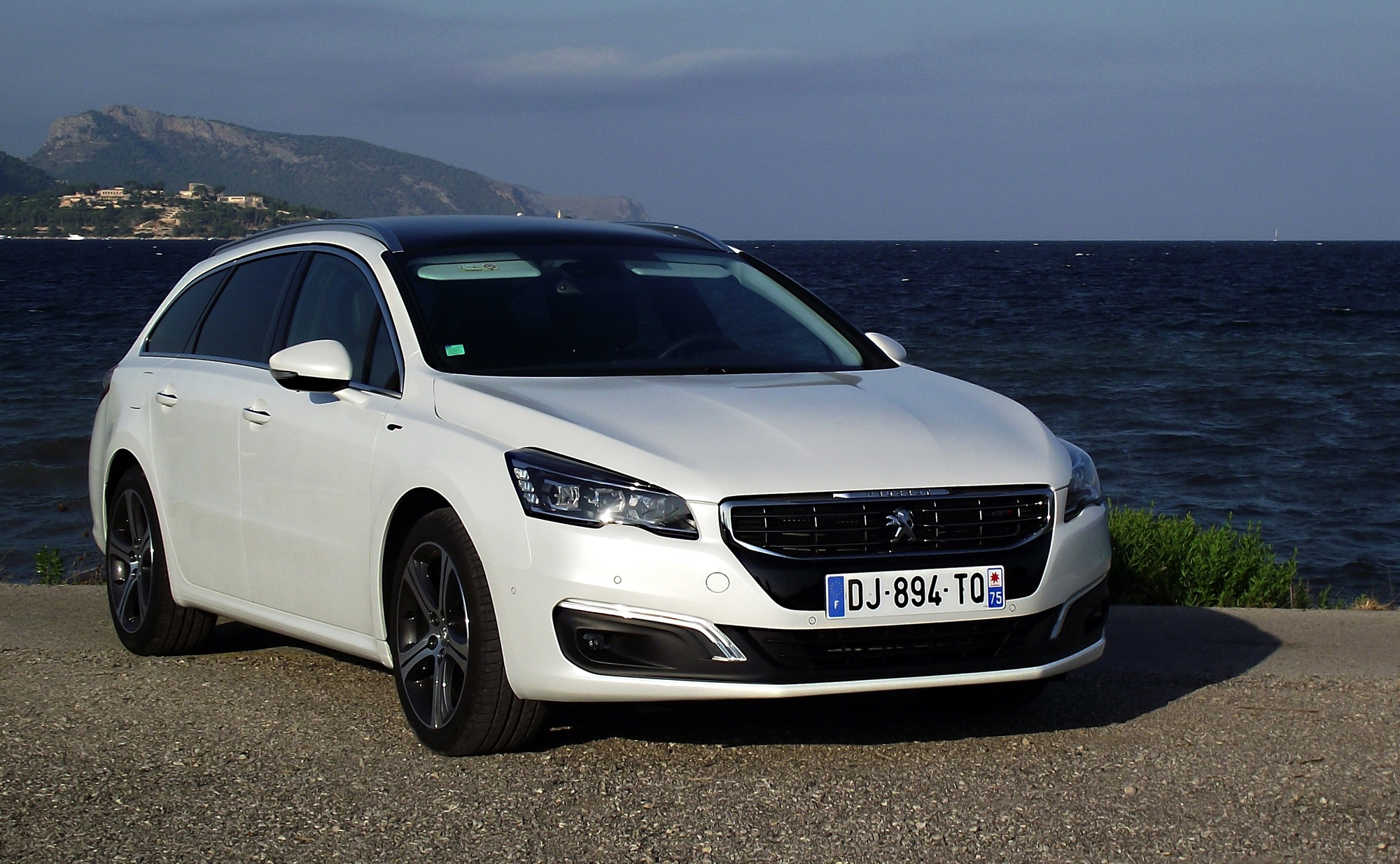
Peugeot 508 SW GT (2014–2018)
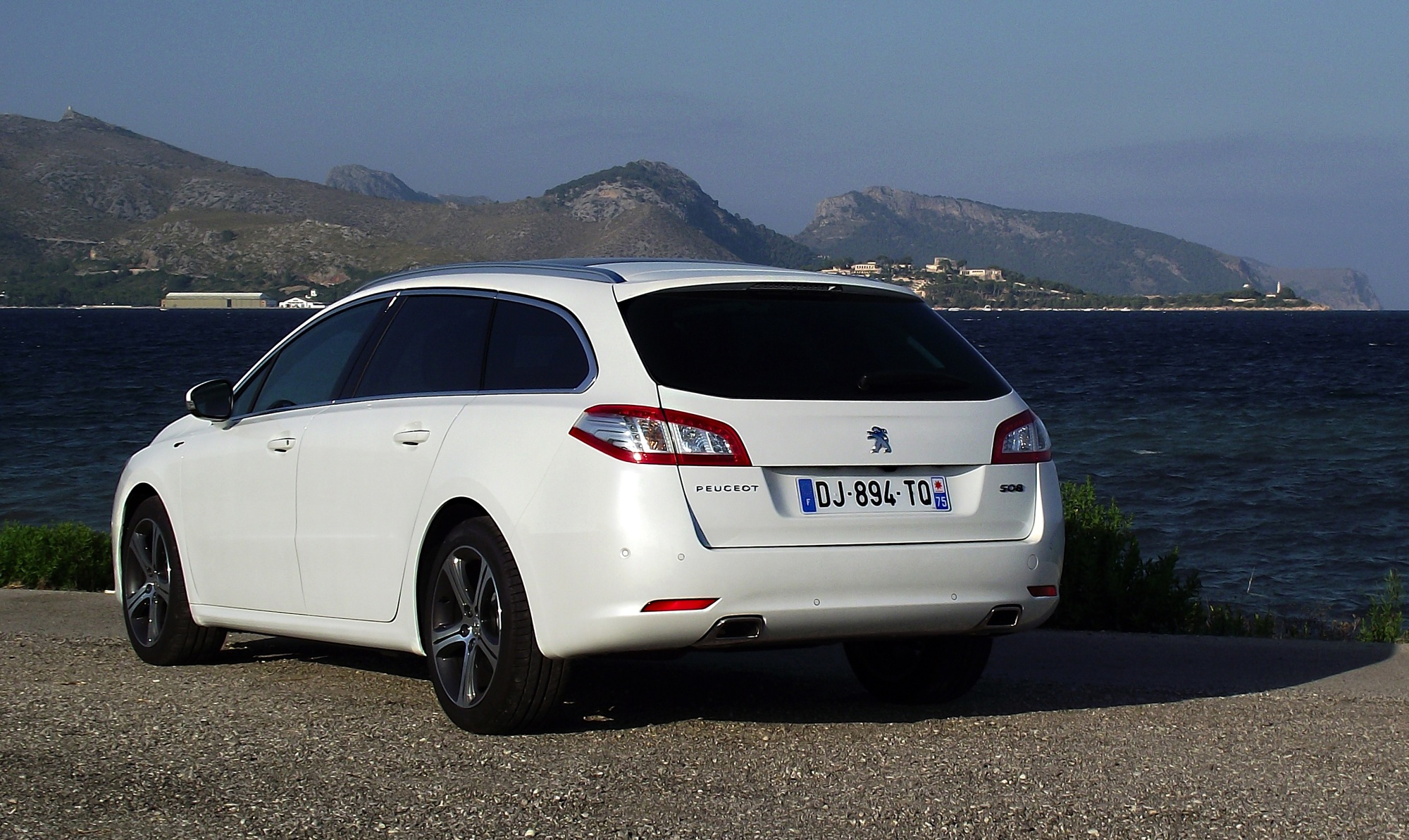
Heckansicht
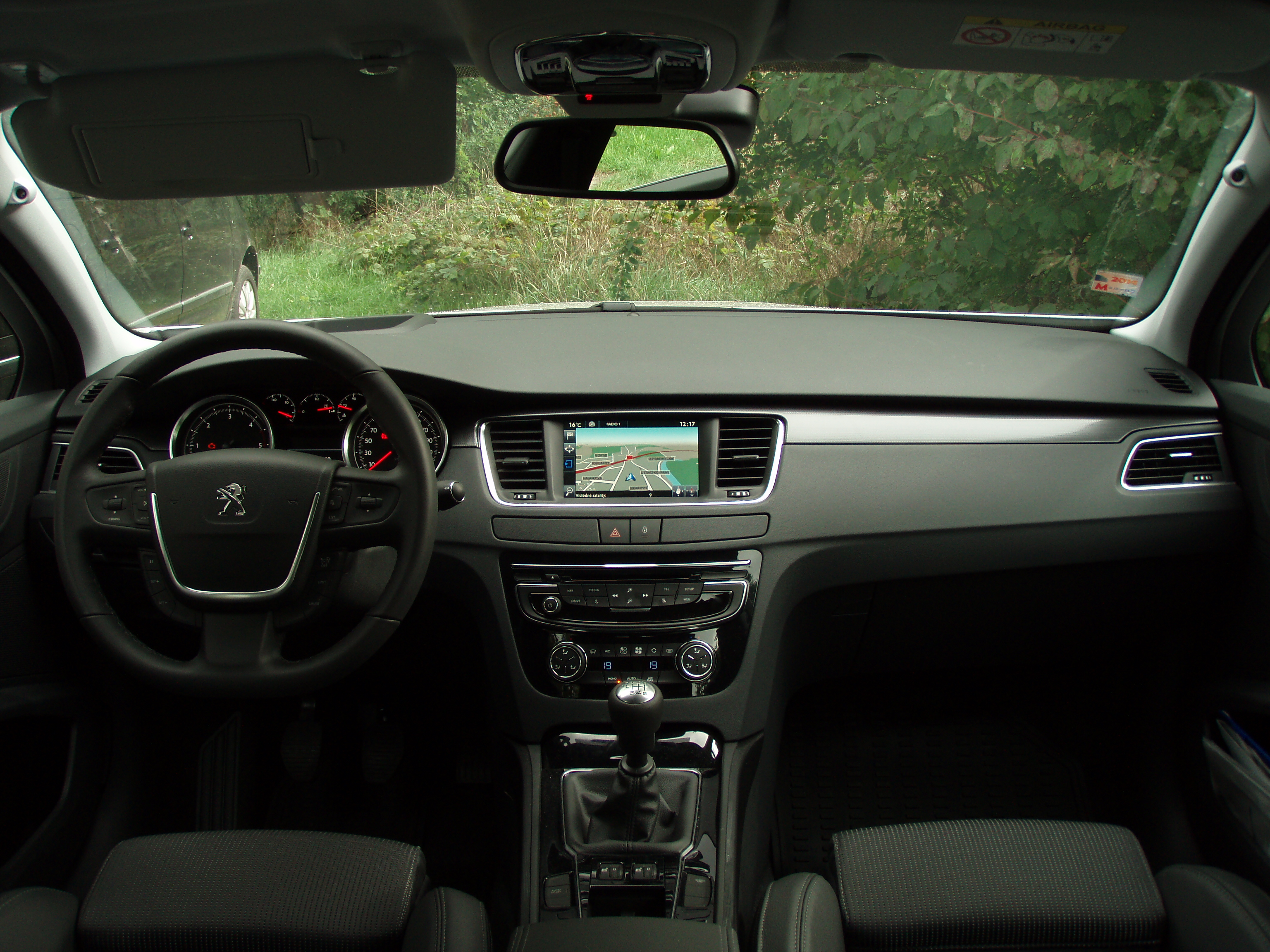
Innenraum

## Technik

### Ausstattung
Der 508 wurde in insgesamt vier Ausstattungslinien angeboten – Access, Active, Allure und GT, wobei letztere eine Zeit lang ausschließlich mit dem 2,2-Liter-Dieselmotor verfügbar war. Zur Basisausstattung gehören die klassenüblichen Merkmale wie Tagfahrlicht, ESP, ASR, Klimaanlage inklusive sechs Airbags. Dazu gehört auch ein Notbrems-Assistent, der zudem die Warnblinkanlage automatisch aktiviert.
Für die Kombivariante gab es auf Wunsch ein großes Panoramadach aus Glas.
Ebenfalls auf Wunsch war ein Notfallsystem im Angebot, das bei der Auslösung eines Airbags automatisch einen Notruf an die PSA-Servicezentrale bzw. nationale Notrufnummern sendet. Über eine Notruftaste kann dieser Dienst auch manuell ausgelöst werden. Auch ein Head-up-Display war erhältlich.
Mitte 2012 wurde die Farbe der Innenbeleuchtung (Taster, Schalter, Automatikhebel, Klima-Anzeige etc.) von Orange auf Weiß umgestellt.

### Fahrwerk
Das Fahrzeug hat vorne eine MacPherson-Radaufhängung, die GT-Version dagegen erhielt die bereits in Peugeot 407 und Citroen C5 verwendete Doppelquerlenker-Ausführung.
Die hintere Mehrlenkerachse wird in allen Versionen - beim RXH für den elektrischen Hinterradantrieb in modifizierter Form – verwendet.

### Motoren
Wie bei Peugeot inzwischen üblich, wird bei der Motorenpalette fast ausschließlich auf Dieselmotoren gesetzt. Als Benziner stehen nur zwei 1,6-l-Motoren mit 88 kW (120 PS) oder 115 kW (156 PS) mit Turbolader zur Verfügung. Die Turbodiesel-Motoren reichen von einem 1,6 l mit 82 kW (112 PS) bis zum 2,2 l HDi mit 150 kW (204 PS). Der Diesel mit 82 kW wird optional als e-HDi FAP 110 mit einem Stopp-Start-System, Sechsstufen-Automatikgetriebe und Mikrohybrid-System angeboten, womit im Testzyklus ein CO2-Ausstoß von 109 g pro km erreicht wird.
Vom 508 wurde zudem eine mit Allrad ausgestattete Diesel-Hybridversion mit 147 kW (200 PS) und 99 g CO2 entwickelt, die im Frühjahr 2012 als 508 RXH erschien. Ab Sommer 2012 wurde auch die Stufenhecklimousine als HYbrid4 mit einem Verbrauch von 3,6 l auf 100 km angeboten.
Im Herbst 2014 wurde der 508 RXH ebenfalls überarbeitet.

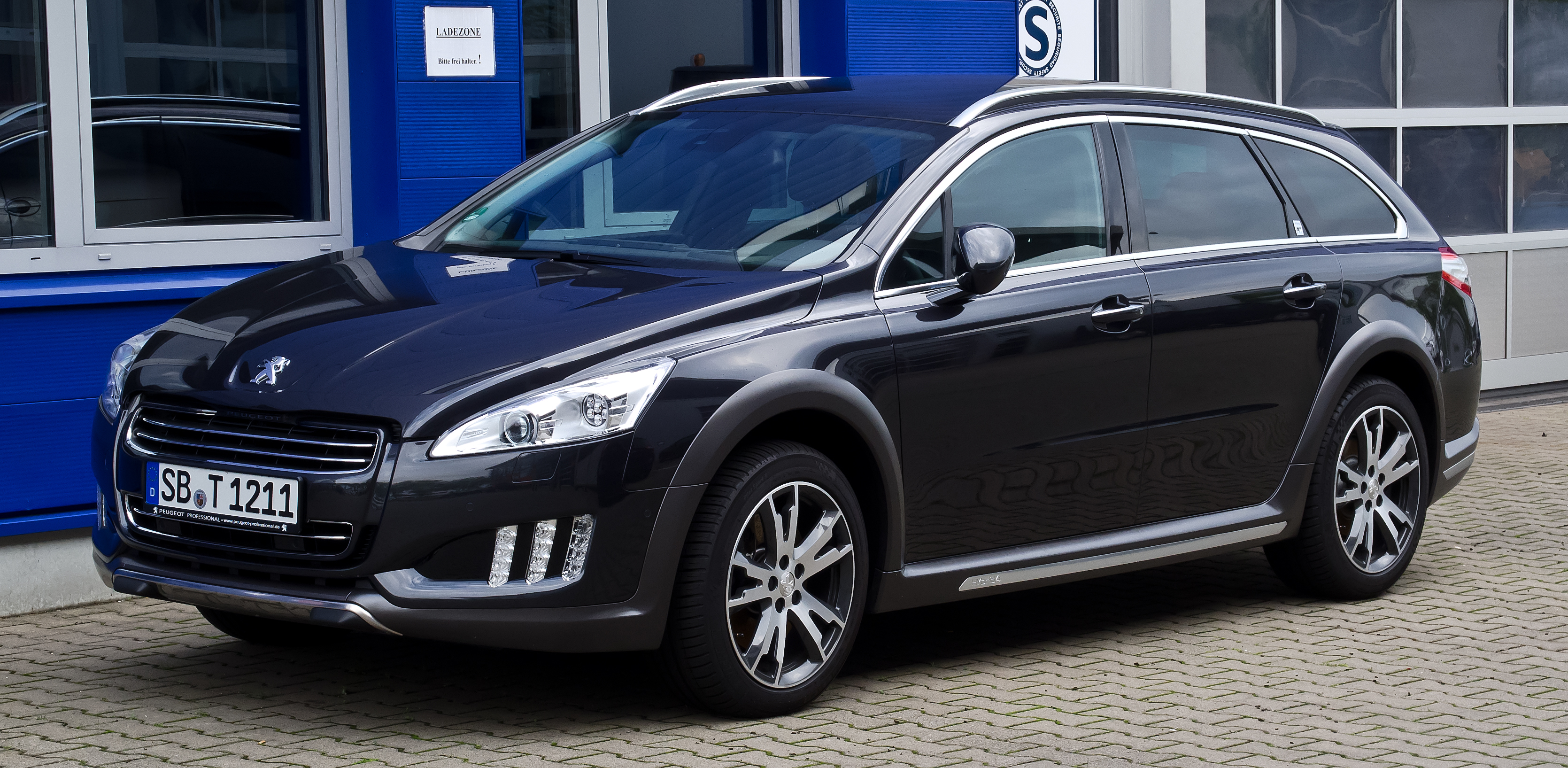
Peugeot 508 RXH (2012–2014)
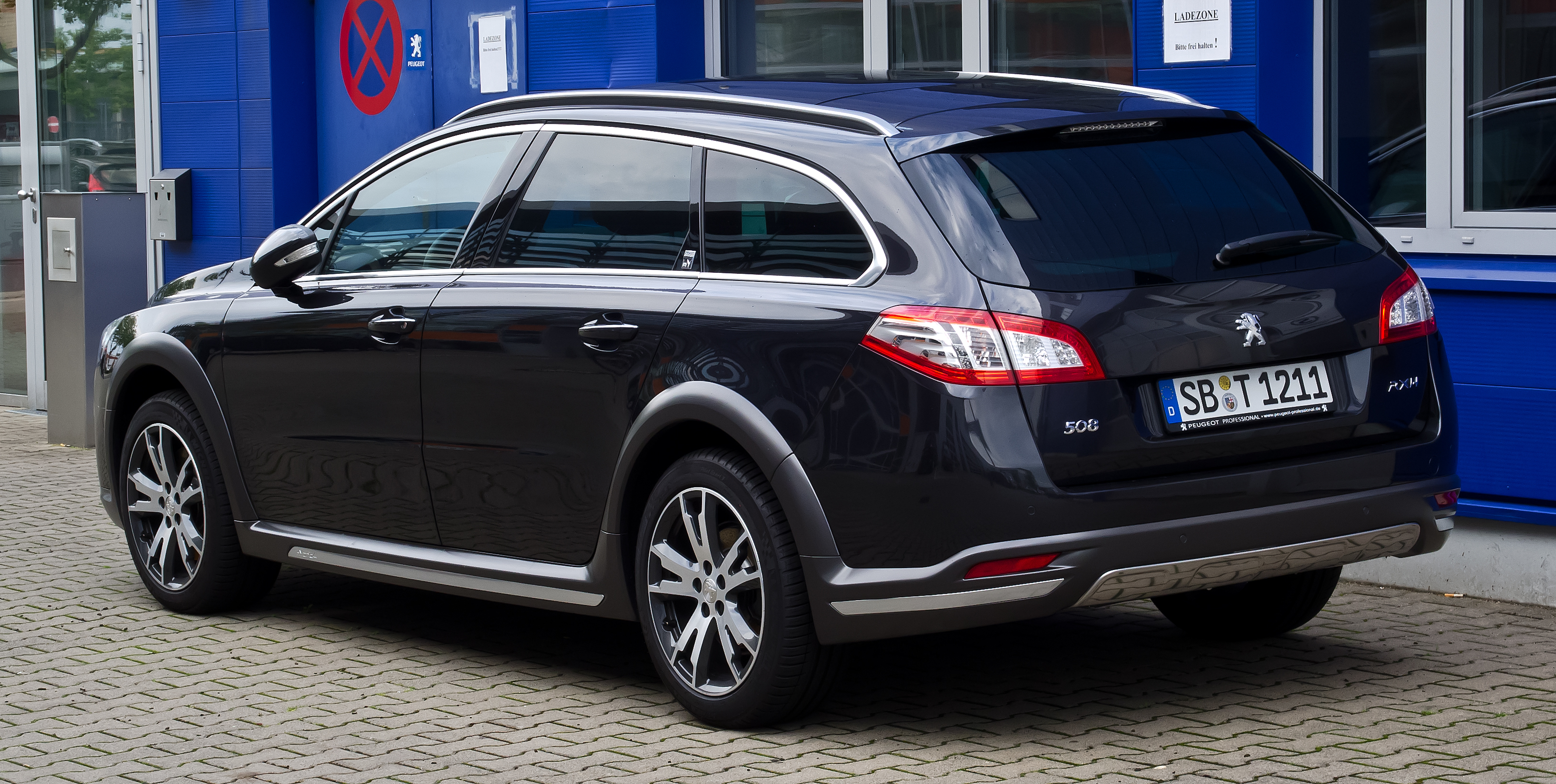
Heckansicht
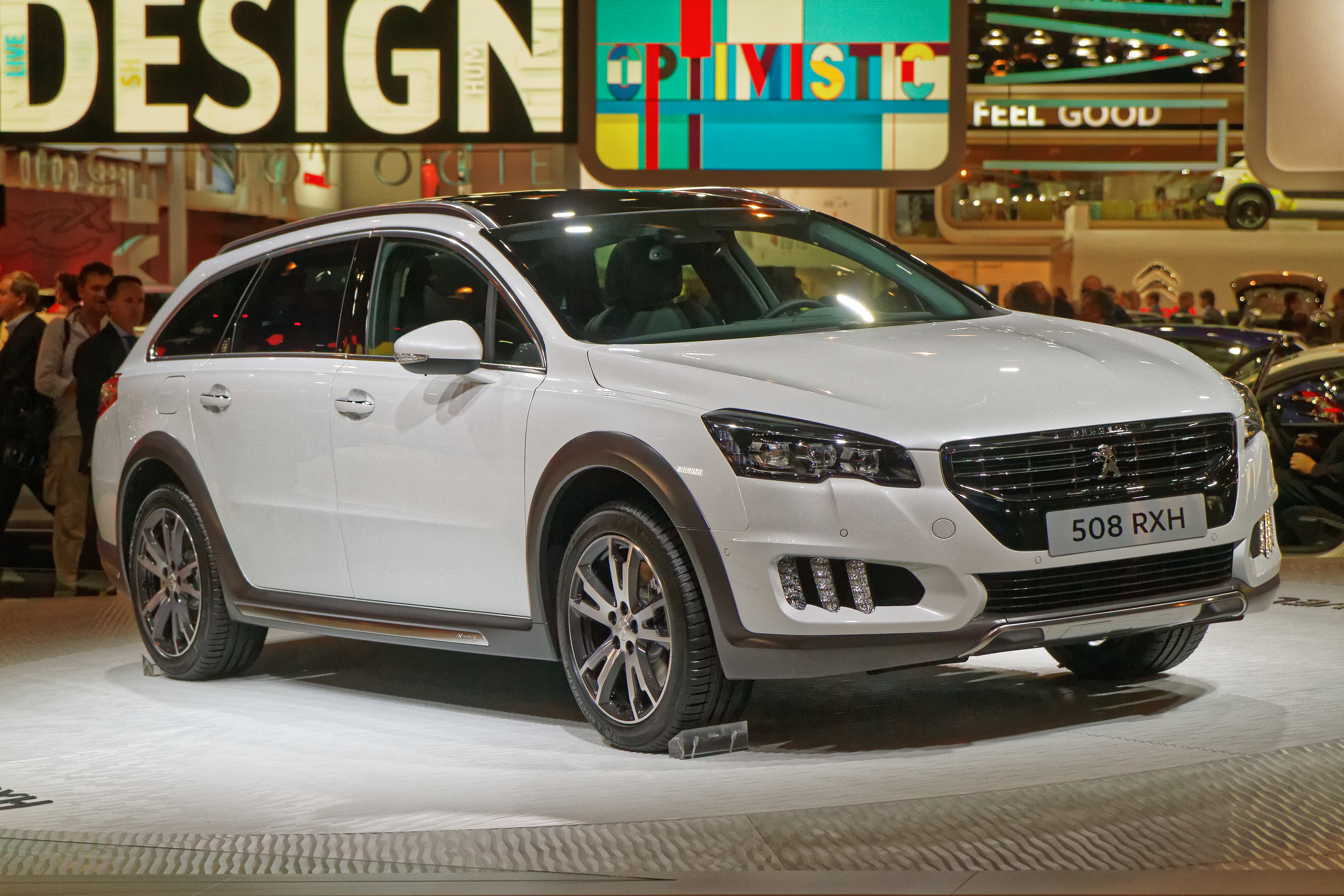
Peugeot 508 RXH (2014–2018)

## Technische Daten
|                                              | 1.6 VTi 120                            | 1.6 THP 155                            | 1.6 THP 165                            | 1.6 HDi 110                                                        | 1.6 HDi 115                                                        | 1.6 e-HDi 110                                                      | 1.6 e-HDi 115 STOP&START                                           |
| -------------------------------------------- | -------------------------------------- | -------------------------------------- | -------------------------------------- | ------------------------------------------------------------------ | ------------------------------------------------------------------ | ------------------------------------------------------------------ | ------------------------------------------------------------------ |
| Bauzeitraum:                                 | 10/2010–08/2014                        | 10/2010–08/2014                        | 08/2014–03/2018                        | 10/2010–02/2012                                                    | 03/2012–03/2014                                                    | 10/2010–02/2012                                                    | 03/2012–03/2015                                                    |
| Motortyp:                                    | Vierzylinder-Ottomotor in Reihenbauart | Vierzylinder-Ottomotor in Reihenbauart | Vierzylinder-Ottomotor in Reihenbauart | Vierzylinder-Dieselmotor in Reihenbauart, Common-Rail-Einspritzung | Vierzylinder-Dieselmotor in Reihenbauart, Common-Rail-Einspritzung | Vierzylinder-Dieselmotor in Reihenbauart, Common-Rail-Einspritzung | Vierzylinder-Dieselmotor in Reihenbauart, Common-Rail-Einspritzung |
| Motoraufladung:                              | –                                      | Turbolader                             | Turbolader                             | Turbolader                                                         | Turbolader                                                         | Turbolader                                                         | Turbolader                                                         |
| Hubraum:                                     | 1598 cm³                               | 1598 cm³                               | 1598 cm³                               | 1560 cm³                                                           | 1560 cm³                                                           | 1560 cm³                                                           | 1560 cm³                                                           |
| max. Leistung bei min−1:                     | 88 kW (120 PS)/6000                    | 115 kW (156 PS)/6000                   | 121 kW (165 PS)/6000                   | 82 kW (112 PS)/3600                                                | 84 kW (114 PS)/3600                                                | 82 kW (112 PS)/3600                                                | 84 kW (114 PS)/3600                                                |
| max. Drehmoment bei min−1:                   | 156 Nm/4250                            | 240 Nm/1400–4000                       | 240 Nm/1400–4000                       | 240 Nm/ 1500–3000                                                  | 240 Nm/ 1500–3000                                                  | 270 Nm/ 1750–2000                                                  | 270 Nm/ 1750–2000                                                  |
| Antriebsart, serienmäßig:                    | Vorderradantrieb                       | Vorderradantrieb                       | Vorderradantrieb                       | Vorderradantrieb                                                   | Vorderradantrieb                                                   | Vorderradantrieb                                                   | Vorderradantrieb                                                   |
| Getriebeart, serienmäßig:                    | automatisiertes 6-Gang-Getriebe        | 6-Gang- Schaltgetriebe                 | 6-Gang- Schaltgetriebe                 | 5-Gang- Schaltgetriebe                                             | 5-Gang- Schaltgetriebe                                             | automatisiertes 6-Gang-Getriebe                                    | automatisiertes 6-Gang-Getriebe                                    |
| Getriebeart, optional:                       | –                                      | 6-Stufen-Automatikgetriebe             | 6-Stufen-Automatikgetriebe             | –                                                                  | –                                                                  | –                                                                  | –                                                                  |
| Leergewicht:                                 | 1390–1410 kg                           | 1561–1605 kg                           | 1475–1664 kg                           | 1405–1425 kg                                                       | 1405–1425 kg                                                       | 1410–1430 kg                                                       | 1410–1430 kg                                                       |
| Beschleunigung, 0–100 km/h:                  | 11,5–11,8 s                            | 8,6–9,5 s                              | 8,6–9,1 s                              | 11,3–11,6 s                                                        | 11,3–11,6 s                                                        | 11,9–12,3 s                                                        | 11,9–12,3 s                                                        |
| Höchstgeschwindigkeit:                       | 203 km/h                               | 217–224 km/h                           | 210 km/h                               | 188–190 km/h                                                       | 188–190 km/h                                                       | 194–197 km/h                                                       | 194–197 km/h                                                       |
| Kraftstoffverbrauch auf 100 km (kombiniert): | 6,2–6,3 l Super                        | 6,2–7,1 l Super                        | 5,8 l Super                            | 4,7–4,8 l Diesel                                                   | 4,6 l Diesel                                                       | 4,0 l Diesel                                                       | 4,0 l Diesel                                                       |
| CO2-Emission, kombiniert:                    | 144–145 g/km                           | 149–169 g/km                           | 135 g/km                               | 124–125 g/km                                                       | 119–120 g/km                                                       | 104–110 g/km                                                       | 104–110 g/km                                                       |
| Abgasnorm nach EU-Klassifikation:            | Euro 5                                 | Euro 5                                 | Euro 6                                 | Euro 5                                                             | Euro 5                                                             | Euro 5                                                             | Euro 5                                                             |

|                                              | 1.6 BlueHDi 120 FAP STOP&START                                     | 2.0 HDi 140                                                        | 2.0 BlueHDi 150 STOP&START                                         | 2.0 HDi 160 1                                                      | 2.0 BlueHDi 180 STOP&START                                         | HYbrid4                                                                           | 2.2 HDi 200 2                                                      |
| -------------------------------------------- | ------------------------------------------------------------------ | ------------------------------------------------------------------ | ------------------------------------------------------------------ | ------------------------------------------------------------------ | ------------------------------------------------------------------ | --------------------------------------------------------------------------------- | ------------------------------------------------------------------ |
| Bauzeitraum:                                 | 04/2015–03/2018                                                    | 10/2010–07/2015                                                    | 04/2014–03/2018                                                    | 10/2010–07/2015                                                    | 04/2014–03/2018                                                    | 03/2012–03/2018                                                                   | 10/2010–04/2015                                                    |
| Motortyp:                                    | Vierzylinder-Dieselmotor in Reihenbauart, Common-Rail-Einspritzung | Vierzylinder-Dieselmotor in Reihenbauart, Common-Rail-Einspritzung | Vierzylinder-Dieselmotor in Reihenbauart, Common-Rail-Einspritzung | Vierzylinder-Dieselmotor in Reihenbauart, Common-Rail-Einspritzung | Vierzylinder-Dieselmotor in Reihenbauart, Common-Rail-Einspritzung | Vierzylinder-Dieselmotor in Reihenbauart, Common-Rail-Einspritzung + Elektromotor | Vierzylinder-Dieselmotor in Reihenbauart, Common-Rail-Einspritzung |
| Motoraufladung:                              | Turbolader                                                         | Turbolader                                                         | Turbolader                                                         | Turbolader                                                         | Turbolader                                                         | Turbolader                                                                        | Turbolader                                                         |
| Hubraum:                                     | 1560 cm³                                                           | 1997 cm³                                                           | 1997 cm³                                                           | 1997 cm³                                                           | 1997 cm³                                                           | 1997 cm³                                                                          | 2179 cm³                                                           |
| max. Leistung bei min−1:                     | 88 kW (120 PS)/3500                                                | 103 kW (140 PS)/4000                                               | 110 kW (150 PS)/4000                                               | 120 kW (163 PS)/3750                                               | 133 kW (180 PS)/3750                                               | 120 + 27 kW (Diesel-/E-Motor) (163 + 37 PS) /3850                                 | 150 kW (204 PS)/3500                                               |
| max. Drehmoment bei min−1:                   | 300 Nm/ 1750                                                       | 320 Nm/2000                                                        | 370 Nm/2000                                                        | 340 Nm/2000                                                        | 400 Nm/2000                                                        | 300 Nm/1750                                                                       | 450 Nm/2000                                                        |
| Antriebsart, serienmäßig:                    | Vorderradantrieb                                                   | Vorderradantrieb                                                   | Vorderradantrieb                                                   | Vorderradantrieb                                                   | Vorderradantrieb                                                   | Allradantrieb (Diesel-/ E-Motor)                                                  | Vorderradantrieb                                                   |
| Getriebeart, serienmäßig:                    | 6-Gang- Schaltgetriebe                                             | 6-Gang- Schaltgetriebe                                             | 6-Gang- Schaltgetriebe                                             | 6-Gang- Schaltgetriebe                                             | 6-Stufen-Automatikgetriebe                                         | elektr. gest. 6-Gang-Schaltgetriebe                                               | 6-Stufen-Automatikgetriebe                                         |
| Getriebeart, optional:                       | 6-Stufen-Automatikgetriebe von Aisin                               | –                                                                  | –                                                                  | 6-Stufen-Automatikgetriebe                                         | –                                                                  | –                                                                                 | –                                                                  |
| Leergewicht:                                 | 1485–1620 kg                                                       | 1618–1681 kg                                                       | 1670–1705 kg                                                       | 1640–1710 kg                                                       | 1720–1760 kg                                                       | 1815–1910 kg                                                                      | 1736–1780 kg                                                       |
| Beschleunigung, 0–100 km/h:                  | 11,0–11,3 s                                                        | 9,8–10,1 s                                                         | 8,9–9,1 s                                                          | 8,6–9,5 s                                                          | 8,5–8,6 s                                                          | 9,3 s                                                                             | 8,2–8,4 s                                                          |
| Höchstgeschwindigkeit:                       | 199–202 km/h                                                       | 210 km/h                                                           | 210 km/h                                                           | 222–226 km/h                                                       | 226–230 km/h                                                       | 210 km/h                                                                          | 232–234 km/h                                                       |
| Kraftstoffverbrauch auf 100 km (kombiniert): | 4,0–4,2 l Diesel                                                   | 4,6–4,8 l Diesel                                                   | 4,2 l Diesel                                                       | 4,9–5,0 l Diesel                                                   | 4,4–4,6 l Diesel                                                   | 3,6 l Diesel                                                                      | 5,7–5,9 l Diesel                                                   |
| CO2-Emission, kombiniert:                    | 103–104 g/km                                                       | 119–125 g/km                                                       | 109–110 g/km                                                       | 129–150 g/km                                                       | 116–120 g/km                                                       | 95 g/km                                                                           | 150–154 g/km                                                       |
| Abgasnorm nach EU-Klassifikation:            | Euro 6                                                             | Euro 5                                                             | Euro 6                                                             | Euro 5                                                             | Euro 6                                                             | Euro 5 seit 04/2015 Euro 6                                                        | Euro 5                                                             |

## Zulassungszahlen
Seit dem Marktstart bis einschließlich Dezember 2017 sind in der Bundesrepublik 30.791 Peugeot 508 neu zugelassen worden. Seit dem ersten Verkaufsjahr sinken die Zulassungszahlen kontinuierlich.